# Enrico Persico
Enrico Persico (né le 9 août 1900 – mort le 17 juin 1969) est un physicien italien. Il est surtout connu pour avoir développé le domaine de la mécanique quantique en Italie. Professeur à l'université de Turin, il a notamment été le directeur de thèse de Ugo Fano.

## Biographie
Persico naît à Rome le 9 août 1900. Au cours de ses études universitaires, il développe des liens d'amitié avec Enrico Fermi. Il obtient un diplôme en 1921. En 1926, il enseigne la physique à l'université de Rome « La Sapienza ». 
Plus tard, Persico déménage à Florence, où il développe des cours de mécanique ondulatoire. À la fin de 1930, il est engagé à Turin.
À l'automne 1949, découragé par l'atmosphère présente depuis la fin de la Seconde Guerre mondiale, Persico accepte un travail à l'Université Laval au Canada, y remplaçant Franco Rasetti. À l'automne 1950, il retourne à Rome.

## Œuvres
- (en) Fundamentals of Quantum Mechanics (1950)
- (it) Gli atomi e la loro energia (1959)
- (en) Principles of particle accelerators (1968)